# Antoine Claudet

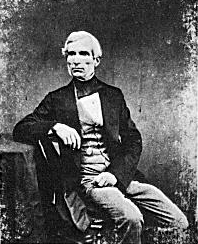
Antoine Claudet (etwa 1855)

Antoine François Jean Claudet (* 18. August 1797 in La Croix-Rousse; † 27. Dezember 1867 in London) war ein in London tätiger französischer Fotograf und Künstler, der Daguerreotypien herstellte.

## Frühe Jahre
Claudet wurde in La Croix-Rousse in Frankreich als Sohn von Claude Claudet, einem Tuchhändler, und Etiennette Julie Montagnat geboren.

## Karriere
Zu Beginn seiner Karriere leitete Claudet zusammen mit Georges Bontemps eine Glasfabrik in Choisy-le-Roi in Paris und zog nach England, um die Fabrik mit einem Geschäft in High Holborn in London zu fördern.
Nach dem Erwerb eines Anteils an der Erfindung von Louis Daguerre wurde er einer der ersten kommerziellen Fotografen in England, die das Daguerreotypie-Verfahren für Porträtaufnahmen verwendeten. Er vergrößerte die Lichtempfindlichkeit, indem er zusätzlich zu Iod Chlor statt Brom verwendete. Dadurch wurden kürzere Belichtungszeiten (bei gleicher Blende) möglich, was die Möglichkeiten der Porträtfotografie wesentlich erweiterte.
Er erfand die rote Dunkelkammerleuchte und hatte die Idee, eine Reihe von Bildern zu verwenden, um die Illusion von Bewegung zu erzeugen. Die Idee, gemalte Kulissen als Hintergründe zu verwenden, wird ebenfalls ihm zugeschrieben.
Von 1841 bis 1851 betrieb er ein Studio auf dem Dach der Adelaide Gallery, dem heutigen Nuffield Center, hinter der Kirche St Martin-in-the-Fields in London, wo er 1843 eines der zwei noch existierenden Fotos von Ada Lovelace aufnahm. Er eröffnete zusätzliche Studios im Kolosseum, Regent’s Park (1847–1851). Im Jahr 1851 verlegte er sein gesamtes Geschäft in die Regent Street 107, wo er den Temple to Photography eröffnete.
Es wird geschätzt, dass er jedes Jahr etwa 1.800 Bilder mit Themen wie Michael Faraday und Charles Babbage angefertigt hat. Seine Daguerreotypie von Hemi Pomara in der National Library of Australia ist die älteste bekannte Fotografie einer Māori-Person.

Daguerreotypien berühmter Zeitgenossinnen
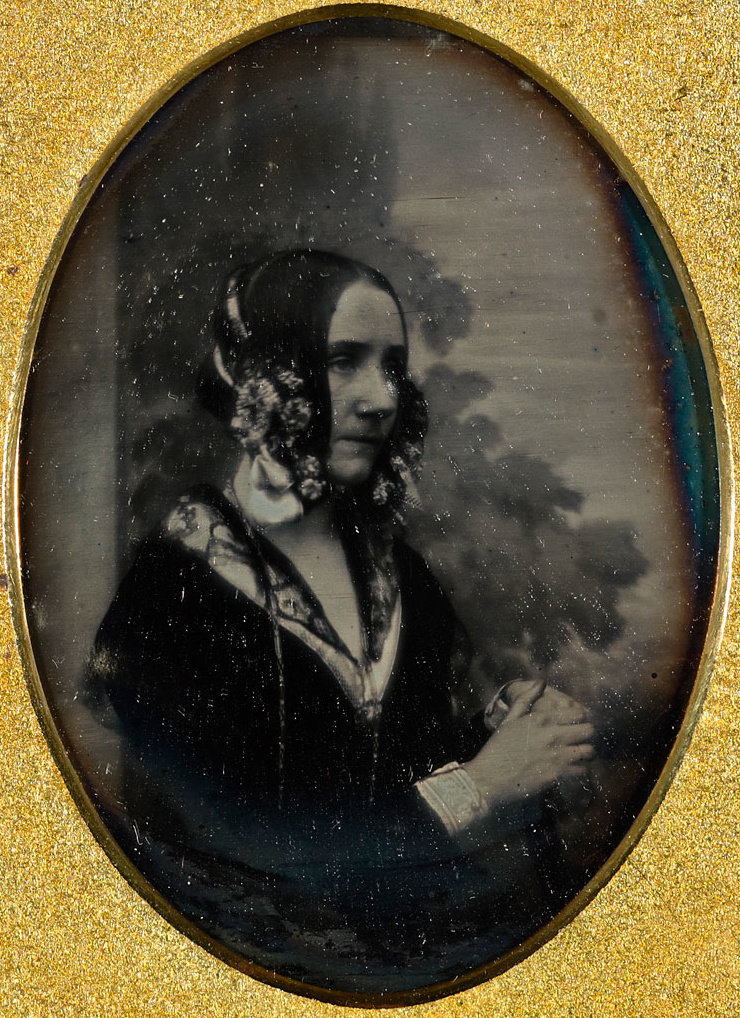
Ada Byron, 1843 oder 1850
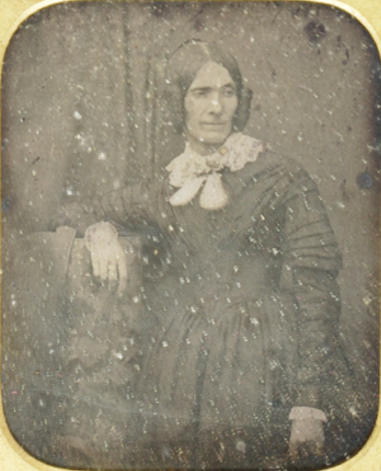
Fanny Richomme
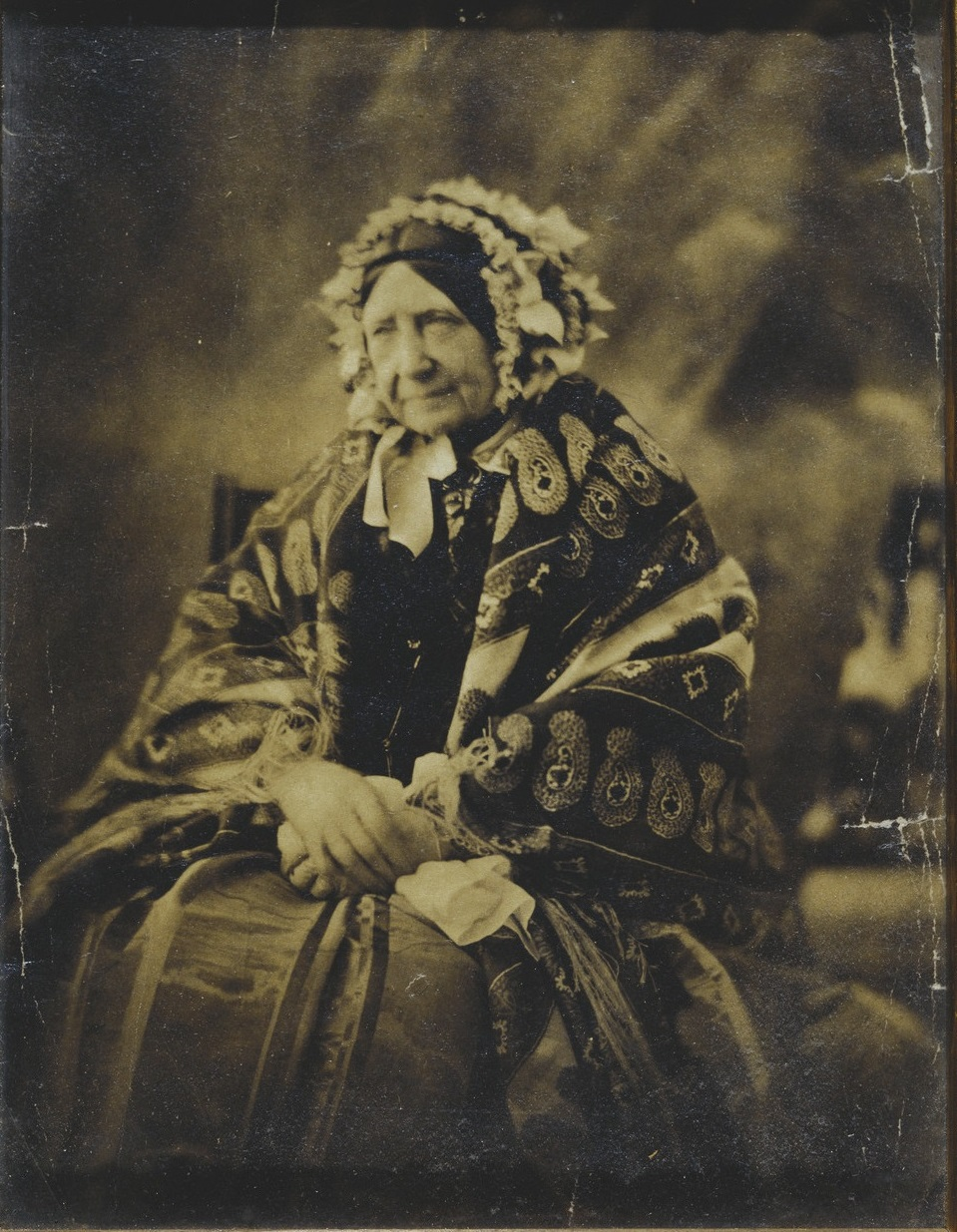
Maria von Großbritannien, Irland und Hannover
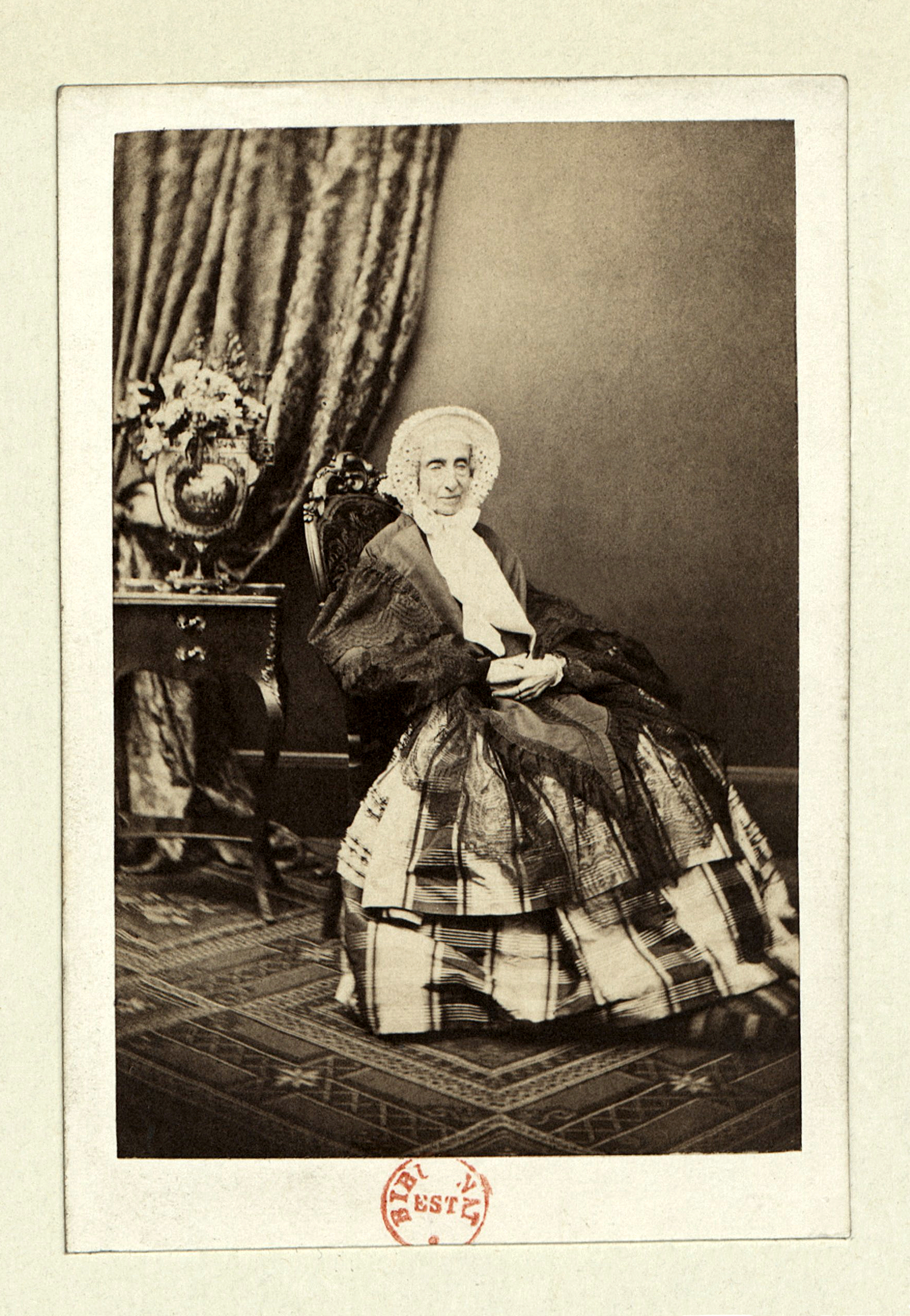
Maria Amalia von Bourbon-Sizilien

Daguerreotypien berühmter Zeitgenossen
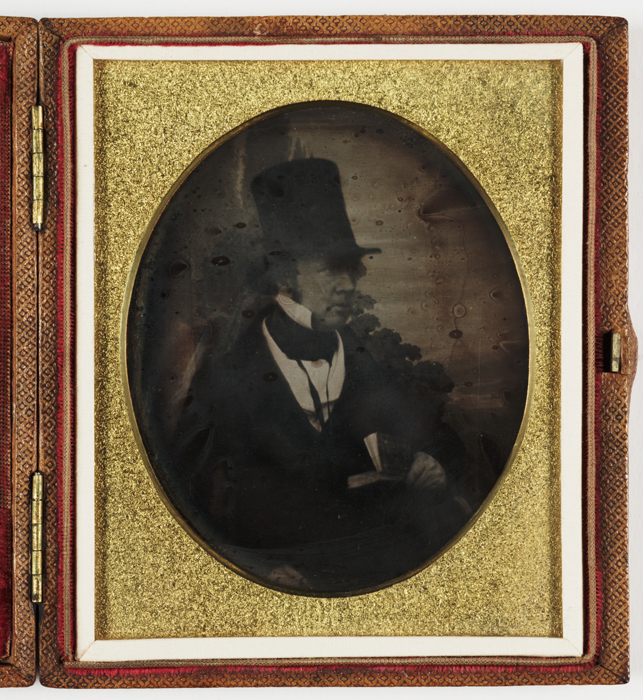
William Henry Fox Talbot, 1844
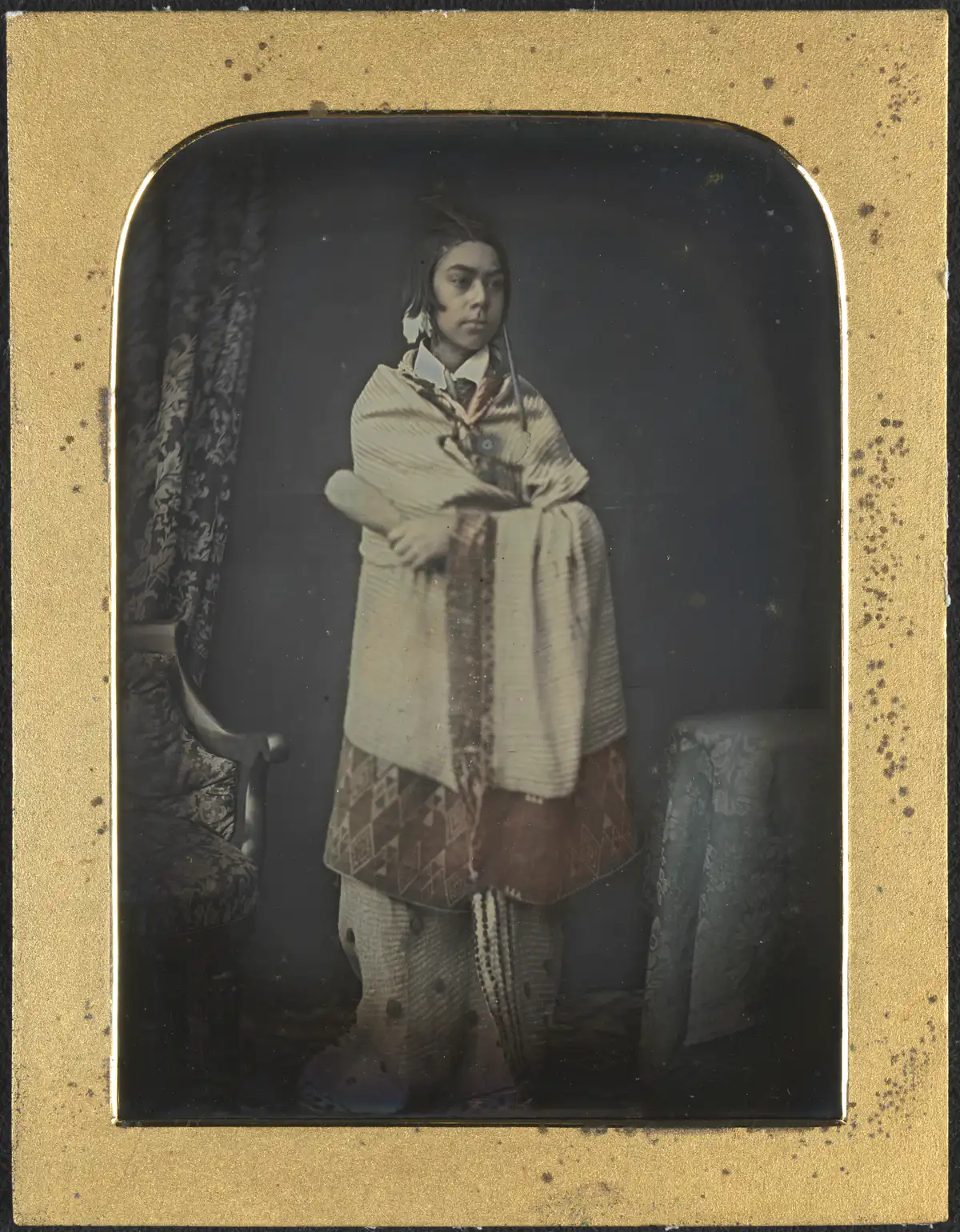
Hemi Pomara, 1846
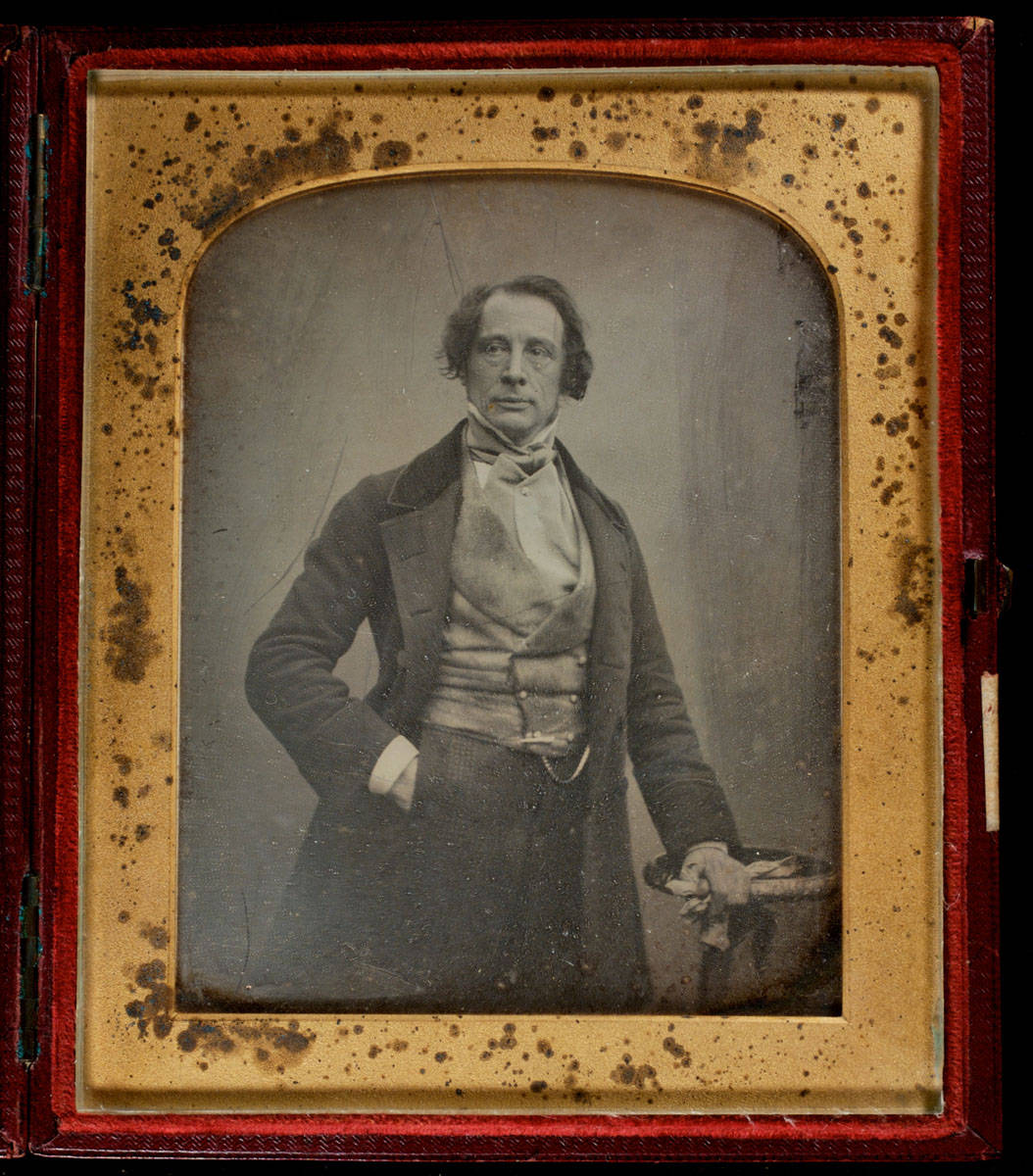
Charles Dickens, 1852
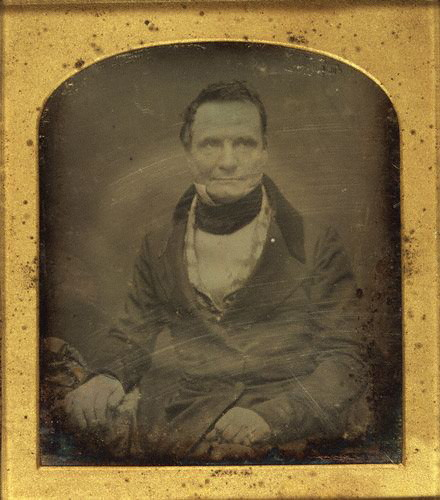
Charles Babbage, zwischen 1847 und 1851
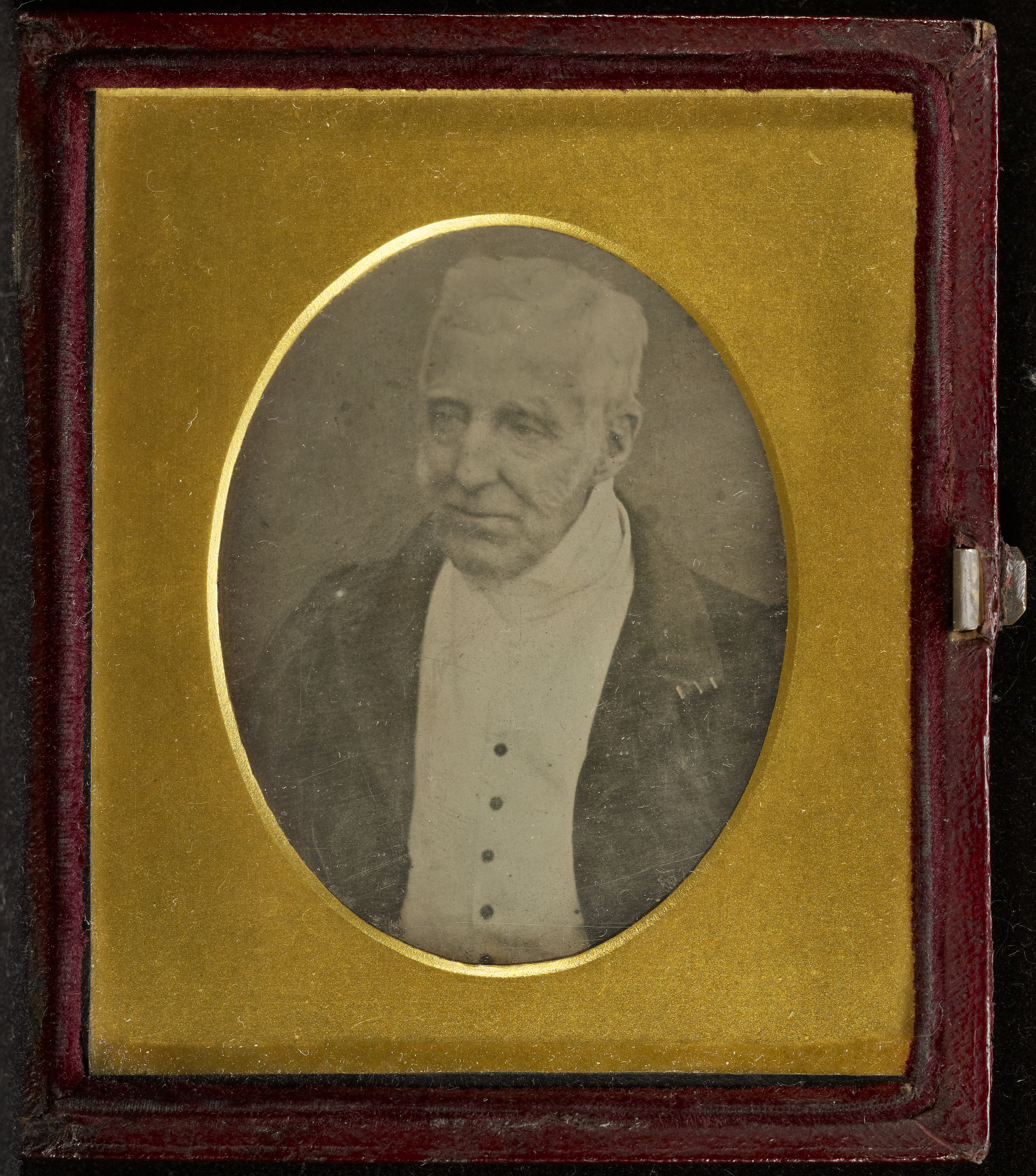
Arthur Wellesley, 1. Duke of Wellington, 1844

1848 stellte er ein Photometer, ein Messgerät für die Beleuchtungsstärke, her, um die richtige Belichtungszeit besser berechnen zu können. 1849 stellte er ein Focimeter, eine Fokussierhilfe, her, um präziser fokussieren zu können, was bei der Porträtfotografie besonders wichtig ist.
Er wurde 1853 in die Royal Society gewählt. 1858 stellte er ein Stereomonoskop als Antwort auf eine Herausforderung von David Brewster her.
Claudet erhielt viele Auszeichnungen, darunter die Ernennung von Königin Victoria zum Hoffotografen im Jahr 1853 und eine Ehrung durch Napoleon III. von Frankreich zehn Jahre später.

## Familie und Tod

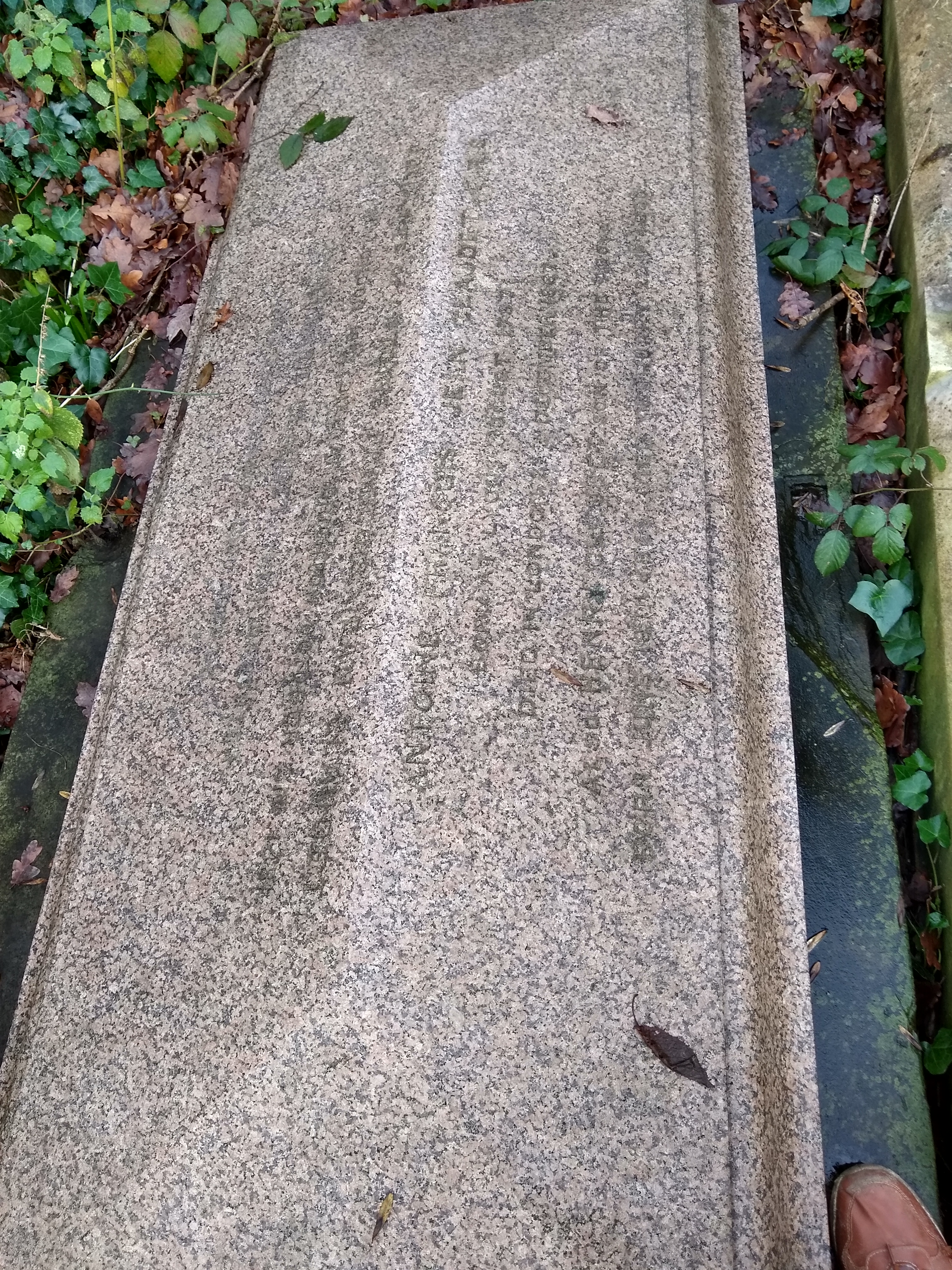
Grab von Antoine Claudet auf dem Highgate Cemetery (West side)

Antoine und Julia Claudet hatten acht Kinder, das jüngste davon Francis George Claudet (1837–1906), wurde später ein bekannter Amateurfotograf in Kanada.
Antoine Claudet starb 1867 in London und ist auf dem Highgate Cemetery begraben. Knapp einen Monat nach seinem Tod wurde sein Temple to Photography bei einem Brand vernichtet, wobei die meisten seiner wertvollen Fotografien verloren gingen.